# Sugarloaf Mountain Park
Sugarloaf Mountain Park es un lugar designado por el censo ubicado en el condado de Tulare en el estado estadounidense de California. En el año 2010 tenía una población de 0 habitantes.

## Geografía
Sugarloaf Mountain Park se encuentra ubicado en las coordenadas 35°50′16.67″N 118°36′14.26″O / 35.8379639, -118.6039611.